# کپسینولول
کپسینولول (انگلیسی: Capsinolol) یک مسدودکننده بتا است که از نونیوامید مشتق شده‌است. این ماده نخستین مسدودکننده بتا با فعالیت آزادسازی پپتید مرتبط با ژن کلسی‌تونین در قلب است.